# Lekkoatletyka na Letniej Uniwersjadzie 1970 - sztafeta 4 × 100 m mężczyzn
Sztafeta 4 × 100 metrów mężczyzn – jedna z konkurencji rozegranych podczas zawodów lekkoatletycznych letniej uniwersjady w Turynie w roku 1970. Areną zmagań sprinterów był stadion miejski. Złoty medal wywalczyła reprezentacja Polski w składzie Stanisław Wagner, Jan Werner, Gerard Gramse, Zenon Nowosz. Nasi zawodnicy ustanowili nowy rekord uniwersjady czasem 39,2.

## Rekordy
| Rekord świata      | Stany Zjednoczone | 38,2 | 1968        |
| Rekord uniwersjady | Włochy            | 39,8 | 1967, Tokio |

## Przebieg zawodów

### Półfinały
Do rywalizacji przystąpiło 17 sztafet. Podzielono je na trzy grupy. Do finału awansowały dwa pierwsze zespoły z każdego półfinału oraz dwa zespoły z najlepszymi czasami.

#### Bieg I
| Pozycja | Reprezentacja            | Rezultat |
| ------- | ------------------------ | -------- |
| 1.      | Stany Zjednoczone        | 40,5     |
| 2.      | Włochy                   | 40,7     |
| 3.      | Wybrzeże Kości Słoniowej | 41,0     |
| 4.      | Australia                | 41,1     |
| 5.      | Madagaskar               | 41,7     |

#### Bieg II
| Pozycja | Reprezentacja | Rezultat |
| ------- | ------------- | -------- |
| 1.      | RFN           | 39,9     |
| 2.      | Kuba          | 40,1     |
| 3.      | Francja       | 40,2     |
| 4.      | Hiszpania     | 41,4     |
| 5.      | Nigeria       | 41,9     |
| 6.      | Kuwejt        | 45,8     |

#### Bieg III
| Pozycja | Reprezentacja   | Rezultat |
| ------- | --------------- | -------- |
| 1.      | Polska          | 39,7 NUR |
| 2.      | ZSRR            | 40,2     |
| 3.      | Wielka Brytania | 40,2     |
| 4.      | Japonia         | 41,1     |
| 5.      | Austria         | 41,6     |
| 6.      | Portugalia      | 42,2     |

## Finał
| Pozycja | Reprezentacja     | Rezultat |
| ------- | ----------------- | -------- |
|         | Polska            | 39,2 NUR |
|         | Kuba              | 39,2 NUR |
|         | ZSRR              | 39,4     |
| 4.      | Francja           | 39,7     |
| 5.      | RFN               | 39,7     |
| 6.      | Wielka Brytania   | 40,0     |
| 7.      | Włochy            | 40,0     |
| 8.      | Stany Zjednoczone | 40,2     |

- NUR – nowy rekord uniwersjady